# Setchellanthus caeruleus
Setchellanthus caeruleus ist die einzige Art der Gattung Setchellanthus, welche wiederum die monogenerische Pflanzenfamilie der Setchellanthaceae bildet. Diese ist der Ordnung der Kreuzblütlerartigen (Brassicales) zugeordnet. 

## Beschreibung
Setchellanthus caeruleus bildet 0,3 bis 1,2 m hohe Sträucher aus. Der vegetative Habitus zeichnet sich durch keine Besonderheiten aus. Die kleinen Laubblätter weisen keine Nebenblätter aus und sind bogennervig. Die Pflanze weist einzellige T-förmige Haare auf breitem Epidermissockel auf. Es sind keine myrosinbildenden Zellen vorhanden. 
Die großen achselständigen Blüten sind blau und sondern einen stechenden Geruch ab. Die Blüte ist sechszählig (hexamer), in seltenen Fällen auch fünf- oder siebenzählig und weist eine doppelte Blütenhülle auf. Die Kelchblätter sind verwachsen und der Kelch insgesamt ungleich gespalten was als typisches Merkmal der Setchellanthus-Blüte angesehen werden kann. Die Kronblätter sind genagelt, laufen also zur Blütenblattbasis spitz zu. Das Androeceum ist vielzählig und zentrifugal in fünf bis sieben Gruppen auf einer gestreckten Achse angeordnet. Die Pollen sind tricolpat und weisen somit also drei Öffnungen auf. Das Gynoeceum besteht aus drei verwachsenen Fruchtblättern. Es gibt ein kurz ausgebildetes Gynophor. Auf dem kurzen Griffel sind die Narben annähernd kopfförmig ausgebildet. Setchellanthus weist eine achsenständige Plazentation mit 10–14 Samenanlagen pro Fruchtblatt in zwei Reihen auf. 
Als Frucht wird eine siebenspaltige Kapsel gebildet. Die Anzahl der Samen kann beträchtlich schwanken. In der Literatur werden Angaben von einem bis fünfzig Samen pro Frucht genannt. Früchte von Setchellanthus caeruleus sind länglich, die Längenangaben reichen von 1–5 cm bis 5.1–10 cm Länge. Sie sind relativ widerstandsfähig, mit einfacher, kurz behaarter Oberfläche.
Die Samenlänge schwankt zwischen 5 und 25 mm. Bei den braungefärbten Samen fehlt ein Arillus. Die Samenschale ist weich, uneben und runzlig. Ein Endosperm ist vorhanden, aber teilweise nur wenig ausgebildet (einzelliges Endosperm). Der Embryo ist in der Regel vollständig entwickelt. Die Chromosomenzahl ist unbekannt.

## Verbreitung
Setchellanthus caeruleus kommt lediglich an zwei Stellen in Zentralmexiko vor, unter anderem in der Provinz Oaxaca.

## Systematik
Die Erstbeschreibung der Familie erfolgte Anfang des 20. Jahrhunderts durch den amerikanischen Botaniker Townshend Stith Brandegee. Er beschrieb auch 1909 die Gattung Setchellanthus sowie die einzige Art Setchellanthus caeruleus. Durch Iltis wurden Familie und Art systematisch neu erfasst.
Setchellanthus caeruleus wurde früher den Kaperngewächsen (Capparaceae) zugeordnet. Nach aktuellen phylogenetischen Untersuchungen (vor allem Karol et al. 1999) wurde die Art dort aber herausgenommen und in eine eigene monogenerische Familie, die Setchellanthaceae, überführt. Diese weist große Ähnlichkeiten zu den Limnanthaceae auf.